# Éric Westhof
Éric Westhof est un biochimiste français né à Uccle (Belgique) le 25 juillet 1948. Il est membre de l'Académie des sciences, délégué à l'éducation et à la formation (DEF) et membre du conseil d'administration de la Fondation « La Main à la pâte ». Il est professeur émérite de biochimie structurale à l'Université de Strasbourg à l'Institut de biologie moléculaire et cellulaire. 

## Biographie
Après avoir obtenu une Licence en Sciences physiques de l'Université de Liège, il effectue à la Regensburg Universität (Allemagne) avec une bourse de l'EURATOM des travaux de recherche en vue du doctorat qu'il obtient de l'Université de Liège en 1974. Ensuite, il devient associé de recherche (grâce à une bourse Fullbright-Hays) à l'Université du Wisconsin jusqu'en 1977 dans le laboratoire du professeur M. Sundaralingam. Grâce à une bourse EMBO, il s'est ensuite établi en 1981 à l'Institut de Biologie Moléculaire et Cellulaire du Centre national de la recherche scientifique (IBMC-CRNS), affilié à l'Université Louis Pasteur (ULP-Strasbourg) en France. Il y obtient en 1984 un poste de chargé de recherches (CR1) et il est, depuis 1988, professeur de biochimie structurale. De 2005 à 2016, il est directeur de l'unité de recherche du CNRS « Architecture et Réactivité de l'ARN » à l'Institut de biologie moléculaire et cellulaire (IBMC) dont il sera directeur de 2006 à 2016. De 2003 à 2007 il est président de la commission recherche de la Faculté des Sciences de la Vie de l'Université Louis Pasteur dont il est membre élu du Conseil Scientifique entre 2002-2006. Il est ensuite élu Vice-président Recherche et Formation doctorale (2007-2008). Il participe avec Alain Beretz à la fusion des trois universités strasbourgeoises et devient Vice-président Recherche et Formation doctorale de l'Université de Strasbourg entre 2009 et 2012.
Eric Westhof est rédacteur exécutif de RNA Journal (CSHP), de Nucleic Acids Research (OUP), et du Journal of Molecular Recognition (Wiley).

## Travaux de recherche
Son domaine de recherche concerne la biologie structurale des acides nucléiques (stéréochimie, topologie, modélisation et bio-informatique) et tout spécialement des molécules d'acides ribonucléiques (ARN). Il a développé des outils informatiques dédiés aux affinements cristallographiques et à la manipulation informatique des acides nucléiques. Ceux-ci ont conduit à des structures tridimensionnelles d'ARN d'excellente qualité. Pendant plus d'une dizaine d'années, ces outils ont été utilisés par les cristallographies des acides nucléiques de nombreux pays.  A une époque où seulement la structure de l'ARN de transfert était connue, il propose avec François Michel un modèle tridimensionnel de la structure du cœur des introns autocatalytiques de groupe I.  Dix ans plus tard, la cristallographie confirme l'architecture du modèle, offrant ainsi un vaste terrain d'applications nouvelles en biologie structurale. Les repliements d'autres ribozymes (virus de l'hépatite delta, ribonucléase P, ribozyme en épingle à cheveux) ont également été proposés. Plusieurs années après ces publications, des structures cristallines indépendantes ont montré la justesse de l'architecture des repliements et des interactions responsables de l'auto-assemblage. Son expertise en modélisation des structures d'ARN l'ont conduit à collaborer avec plusieurs groupes. Ainsi, avec F. Eckstein et T. Tuschl, le premier modèle du ribozyme à tête de marteau a été produit sur la base de données de fluorescence. Avec M. Kochoyan, les premiers modèles d'aptamères d'ARN modélisés à partir de données de résonance magnétique nucléaire ont été présentés. Avec W. Filipowicz et F. Kolb, un modèle de liaison et de clivage d'ARN double brin par DICER expliquant la maturation des micro-ARN a été publié.
L'analyse des structures cristallographiques et les comparaisons avec les modèles théoriques ont ensuite permis d'établir des règles prédictives de repliements d'ARN. Avec Neocles Leontis, Eric Westhof a proposé une ontologie des paires entre les bases des acides nucléiques qui permet une annotation automatique des structures cristallines et des recherches bioinformatiques des régions structurées dans les séquences d'ARN. Ces travaux de bioinformatique structurale de l'ARN ont permis de dégager un jeu de contraintes en séquence permettant des modélisations architecturales d'ARN. Cet ensemble de règles et de contraintes lisibles à partir d'alignements de séquences et manipulables par ordinateur permettent de déduire des architectures d'ARN, indispensable pour leur compréhension de la fonction et de l'évolution structurale des ARN.
Éric Westhof a étendu ses études physico-chimiques, structurales et dynamiques des ARN aux aspects fonctionnels et évolutifs, ainsi qu'à la prédiction d'interactions moléculaires fortes et spécifiques avec des molécules d'intérêt thérapeutique. Les structures cristallographiques de nombreux complexes entre des antibiotiques aminoglycosides et le site A de la particule 30S des ribosomes eubactériens montrent clairement l'origine de la spécificité de liaison et de la résistance induite par ces aminoglycosides. Récemment, avec Marat et Gula Yusupov et leurs collaborateurs, une compréhension fine des erreurs de décodage dues à des formes tautomères des paires entre G et U a été mise en évidence,. En parallèle avec Henri Grosjean, une nouvelle représentation du code génétique ancrée dans les structures de ribosomes liés à l'ARN messager et aux ARN de transfert et intégrant les très nombreuses observations sur les effets des modifications des ARN de transfert soulève un grand intérêt.
D'autres articles basés sur l'analyse de structures cristallographiques et bioinformatiques ont généré un grand nombre de citations. Avec l'équipe de Marc van Regenmortel, Eric Westhof a mis en évidence en 1984 une corrélation qui s'est avérée centrale en immunochimie : les épitopes des antigènes ont en général une mobilité plus grande que les régions moins immunogéniques des protéines. Avec Pascal Auffinger, l'importance et la spécificité des liaisons médiées par un atome d'halogène dans les macromolécules biologiques et les acides nucléiques a été établie. Enfin, avec le consortium Génolevures, ils ont annoté les ARN non codants des levures en sus des gènes codants et les ont comparé entre les levures.

## Appartenance à des sociétés savantes
- Société française de Biochimie et de Biologie Moléculaire (Président 2004-2008)
- RNA Society (Président 2005)[18]
- American Association for the Advancement of Science (Fellow)
- Institute of Physics, London, U.K. (Fellow)
- Président du comité de pilotage de la Maison pour la science en Alsace[19]

## Appartenance à d'autres académies
- Institut Universitaire de France (1995-2005).
- Membre de l'EMBO (European Molecular Biology Organization, 1998).
- Membre de la Deutsche Akademie der Naturforscher Leopoldina (2000)[20].
- Membre de l'Academia Europaea (2001)[21].
- Membre de l'Académie des sciences (2011)[2].

## Prix et distinctions
- Prix Jacques Monod, Institut Pasteur (1992).
- Prix Charles-Léopold-Mayer de l'Académie des Sciences (2007).
- Outstanding Service Award, RNA Society (2008).
- Médaille Feodor Lynen, Gesellschaft für Biochemie und Molekulare Biologie (2011).
- Médaille de la Société française de Biochimie et de Biologie Moléculaire (2014).
- Chevalier de l'ordre national du Mérite (2015).
- Lifetime Achievement Award, RNA Society (2016).
- Wang Ying Lai Prize, Institute of Biochemistry, Academia sinica, Shanghai (2017).
- Rolf-SAMMET-Gastprofessor, Aventis Foundation, Johann Wolfgang Goethe Universität, Frankfurt-am-Main (2018).